# The Rig (Arabie saoudite)
 (octobre 2021).
Pour les articles homonymes, voir The Rig.
The Rig est un projet de parc d'attractions en Arabie saoudite qui serait construit sur un ensemble de plates-formes pétrolières du golfe Persique réaménagées pour y accueillir attractions, restaurants, hôtels, etc. Présenté en octobre 2021 par le fonds public d'investissement saoudien, aucune date d'ouverture n'est encore annoncée.

## Projet
S'étendant sur plus de 150 000 m2 et réparti sur plusieurs plate-formes reliées entre elles par des passerelles, le complexe se trouverait dans le golfe Persique, au large des côtes saoudiennes, mais la localisation précise du site n'a pas été dévoilée,. Il comporterait des attractions, y compris aquatiques et à sensations fortes, trois hôtels et onze restaurants. L'accès au parc serait assuré par ferry, embarcation privée et hélicoptère,.
Ce projet du gouvernement saoudien s'inscrit dans son programme de diversification économique et de reconversion de son industrie pétrolière,. Dans ce sens, il a également annoncé en 2021 la construction d'un parc d'attractions sous la firme Six Flags,.